# Opel Corsa
La Opel Corsa è un'automobile di segmento B prodotta in più serie a partire dal 1982 dalla casa automobilistica tedesca Opel.
Il nome Corsa è un omaggio alla tradizione sportivo-automobilistica Italiana.

## Storia
La Opel Corsa è una delle auto che hanno segnato la storia del marchio Opel. Conta all'attivo sei generazioni che l'hanno vista come una delle protagoniste dello scenario automobilistico inerente alle vetture da città o comunque a quelle di piccole dimensioni.
Venduta sui vari mercati mondiali tramite altre aziende del gruppo General Motors è conosciuta anche come Vauxhall Corsa e Vauxhall Nova (solo versione A) sul mercato britannico, Chevrolet Corsa in America Latina, Holden Barina in Australia (versione B e C) e Opel Vita in Giappone (a causa dell'omonimia con un modello della Toyota).
Le dimensioni contenute e un design adattatosi periodo dopo periodo, fase dopo fase, hanno fatto sì che sia divenuta un best seller nel mondo delle utilitarie.

## Sicurezza automobilistica
Per quanto riguarda la sicurezza automobilistica, la Corsa è stata sottoposta più volte ai crash test dell'EuroNCAP, totalizzando i punteggi di due stelle con la versione B nel 1997, tre stelle nel 2000, quattro stelle con la versione C nel 2002 e cinque stelle con la versione D nel 2006.

## Galleria d'immagini
| Opel Corsa A | Opel Corsa B | Opel Corsa C | Opel Corsa D | Opel Corsa E | Opel Corsa F |
| ------------ | ------------ | ------------ | ------------ | ------------ | ------------ |
| 1982-1993    | 1993-2000    | 2000-2006    | 2006-2014    | 2014-2019    | dal 2019     |
|              |              |              |              |              |              |
|              |              |              |              |              |              |